# The Others (album)
The Others è il nono album studio del musicista giapponese Miyavi. Pubblicato il 15 aprile 2015 in Giappone, l'album si è classificato in decima posizione nella classifica Oricon e in nona posizione nella classifica Billboard Japan.

## Produzione e pubblicazione
L'album è stato prodotto a Nashville da Miyavi stesso, insieme al duo di produttori vincitori di Grammy Award Drew Ramsey e Shannon Sanders. La traccia Unite è una collaborazione con un altro artista americano, Robert Harvey.
La canzone Alien Girl è stata dedicata ad Angelina Jolie in seguito alla partecipazione di Miyavi al film Unbroken, di cui la Jolie è stata regista. La canzone che dà il titolo all'album, The Others, è stata pubblicata in due versioni, di cui una dedicata nello specifico al sostegno delle cause dell'UNHCR, di cui Miyavi è ambasciatore.
Per quanto riguarda lo stile musicale, l'album si distacca dal genere indie delle pubblicazioni precedenti per avvicinarsi ad un sound "più tagliente e aggressivo", grazie all'utilizzo di strumentazioni differenti rispetto agli album passati, tra cui spicca il passaggio da una classica Telecaster a una chitarra elettrica.
In merito al concetto dell'album, l'artista ha dichiarato la volontà di esprimere attraverso la sua musica un senso di accettazione verso la diversità, scaturito dalla pressione sociale alla conformazione a discapito dell'individualismo.
L'album è stato promosso con un tour in due fasi nazionale, un tour europeo (il quinto tour di Miyavi in Europa) e un concerto in Corea del Sud.

## Tracce
Testi e musiche di Miyavi, Drew Ramsey, Shannon Sanders, Leo Imai; e Robert Harvey (traccia 8).
1. Cruel – 4:21
2. Into The Red – 2:46
3. Come Alive – 3:51
4. Alien Girl – 3:43
5. Let Go (versione 2015) – 2:24
6. Odyssey – 2:55
7. All The Way – 3:08
8. Unite (ft. Robert Harvey) – 3:28
9. The Others – 3:26
10. Calling – 4:07
11. Shangri-La – 2:47